# Núria Gil
Pour les articles homonymes, voir Gil.
Núria Gil Clapera, née le 19 décembre 1991 à Reus, est une coureuse de fond espagnole spécialisée en trail et en course en montagne. Elle a remporté la médaille d'argent aux championnats d'Europe de trail 2022 et est championne d'Espagne de course de montagne RFEA 2021.

## Biographie
Núria Gil fait ses débuts en athlétisme à l'âge de 6 ans. Entraînée par son oncle, elle se spécialise en demi-fond et remporte son premier titre national en 2006 dans la catégorie cadets sur 1 000 mètres. En 2007, elle parvient à se qualifier pour les championnats du monde d'athlétisme jeunesse à Ostrava. Après la mort de son oncle en 2008, elle ne parvient pas à s'adapter aux méthodes de son nouvel entraîneur Miguel Escalona et décide d'abandonner le sport pour se consacrer à ses études.
En 2015, elle découvre le trail grâce à un ami et se découvre un talent pour cette discipline. Elle remporte notamment la victoire au Buff Epic Trail 21K en battant de onze secondes sa plus proche poursuivante Beatriz Real. Se lançant dans un master en ostéopathie, elle délaisse à nouveau la compétition. Ce n'est qu'en 2018 qu'elle décide de s'investir dans une carrière sportive. Elle fait la connaissance de l'entraîneur Rafa Flores avec qui elle décide de travailler fin 2019, mais leur programme est perturbé par la pandémie de Covid-19.
Elle se blesse fin 2020 mais parvient à récupérer pour la saison 2021 où elle démontre le fruit de son entraînement. Le 25 avril, elle s'élance au départ des championnats d'Espagne de course de montagne de la RFEA à Liencres. Courant dans le groupe de tête mené par Oihana Kortazar, elle fait la différence en seconde partie de course et se détache en tête pour remporter le titre.
Sélectionnée pour les championnats d'Europe de course en montagne et trail 2022 à El Paso, elle prend un bon départ sur l'épreuve de trail. Laissant partir la favorite Blandine L'Hirondel en tête, elle s'installe solidement en deuxième position et conserve sa place jusqu'à la ligne d'arrivée pour décrocher la médaille d'argent. Avec Anna Comet cinquième et Júlia Font septième, elle remporte également l'argent au classement par équipes.
Le 18 février 2023, elle s'élance comme favorite au départ des championnats d'Espagne de course de montagne verticale de la RFEA à Ojós. Elle assume son rôle et mène la course du début à la fin pour remporter le titre.

## Palmarès
| no  | féminin           | Course                                                      | Longueur | Départ            | Temps           |
| --- | ----------------- | ----------------------------------------------------------- | -------- | ----------------- | --------------- |
| 17e | Médaille d'or     | Buff Epic Trail 21K                                         | 21 km    | 11 juillet 2015   | 2 h 20 min 5 s  |
| 18e | Médaille d'argent | Desafío Urbión                                              | 35 km    | 8 septembre 2019  | 4 h 52 min 6 s  |
| 9e  | Médaille d'or     | Louzantrail Longo                                           | 29 km    | 8 mars 2020       | 3 h 23 min 37 s |
| 27e | Médaille d'argent | Montserrat SkyRace                                          | 26 km    | 21 mars 2021      | 2 h 33 min 52 s |
| 1re | Médaille d'or     | Championnats d'Espagne de course de montagne RFEA           | 16 km    | 25 avril 2021     | 1 h 12 min 44 s |
| 19e | Médaille d'argent | Canfranc-Canfranc 16K                                       | 16 km    | 11 septembre 2021 | 2 h 15 min 30 s |
| 18e | Médaille d'or     | Mitja Pirineu 21k                                           | 21 km    | 3 octobre 2021    | 1 h 52 min 59 s |
| 84e | 6e                | Zegama-Aizkorri                                             | 42,2 km  | 29 mai 2022       | 4 h 39 min 11 s |
| 26e | Médaille d'argent | Championnats d'Europe de trail                              | 47,39 km | 2 juillet 2022    | 4 h 18 min 16 s |
| 34e | Médaille d'argent | OCC                                                         | 55 km    | 25 août 2022      | 5 h 16 min 3 s  |
| 11e | Médaille d'or     | Marató Pirineu                                              | 42 km    | 1er octobre 2022  | 4 h 19 min 43 s |
| 50e | 4e                | Championnats du monde de trail - Court                      | 48 km    | 5 novembre 2022   | 3 h 56 min 25 s |
| 1re | Médaille d'or     | Championnats d'Espagne de course de montagne verticale RFEA | 6 km     | 18 février 2023   | 47 min 8 s      |
| 20e | Médaille d'or     | Transgrancanaria Maratón                                    | 45 km    | 24 février 2023   | 4 h 8 min 0 s   |
| 11e | Médaille d'or     | Patagonia Run 42k                                           | 42,5 km  | 13 avril 2023     | 4 h 9 min 50 s  |
| 34e | Médaille d'or     | Olla de Núria                                               | 21,5 km  | 8 octobre 2023    | 2 h 46 min 25 s |
| 19e | Médaille d'or     | Chianti Marathon Trail                                      | 43 km    | 23 mars 2024      | 3 h 20 min 45 s |
| 18e | Médaille d'or     | Mozart Marathon                                             | 40 km    | 1er juin 2024     | 3 h 35 min 14 s |

## Records
| Épreuve       | Épreuve       | Performance    | Date             | Lieu                   |
| ------------- | ------------- | -------------- | ---------------- | ---------------------- |
| 800 mètres    | En salle      | 2 min 15 s 09  | 21 février 2010  | Vilafranca del Penedès |
| 1 500 mètres  | Plein air     | 4 min 31 s 30  | 12 juin 2007     | Mataró                 |
| 1 500 mètres  | En salle      | 4 min 40 s 71  | 11 février 2007  | Saragosse              |
| 3 000 mètres  | En salle      | 9 min 58 s 36  | 2 janvier 2008   | Vilafranca del Penedès |
| 5 000 mètres  | Plein air     | 17 min 45 s 18 | 5 juin 2011      | Mataró                 |
| 10 kilomètres | 10 kilomètres | 34 min 21 s    | 31 décembre 2019 | Barcelone              |